# Mohammed Al-Balushi
Mohammed Abdullah Mubarak Al-Balushi (arab. محمد خصيب سليم الحوسني; ur. 27 sierpnia 1989) – omański piłkarz grający na pozycji prawego obrońcy. Od 2018 jest zawodnikiem klubu Al-Nahda.

## Kariera piłkarska
Swoją karierę piłkarską Al-Balushi rozpoczął w klubie Al-Nahda, w którym w 2006 roku zadebiutował w pierwszej lidze omańskiej. W debiutanckim sezonie wywalczył z nim mistrzostwo Omanu. Wiosną 2008 grał w libijskim Al-Ahly Benghazi, a w sezonie 2008/2009 występował w katarskim Al-Arabi SC.
Latem 2009 roku Al-Balushi został piłkarzem Al-Wasl Dubaj. Spędził w nim dwa sezony i w 2011 roku przeszedł do Al-Wahda Abu Zabi. Swój debit w Al-Wahda zaliczył 15 października 2011 w przegranym 1:2 wyjazdowym meczu z Asz-Szabab Rijad. W Al-Wahda grał przez rok.
W 2013 roku Al-Balushi wrócił do Al-Nahda. W sezonie 2013/2014 został z nim mistrzem Omanu. W 2015 przeszedł do Suwaiq Club. W sezonie 2015/2016 wywalczył z nim wicemistrzostwo Omanu, w sezonie 2016/2017 - Puchar Omanu, a w sezonie 2017/2018 - mistrzostwo tego kraju. W 2018 ponownie został zawodnikiem Al-Nahda.

## Kariera reprezentacyjna
W reprezentacji Omanu Al-Balushi zadebiutował 8 listopada 2006 w zremisowanym 1:1 towarzyskim meczu z Bahrajnem. W 2019 roku został powołany do kadry na Puchar Azji.